# كتيبة صقور العز
كتيبة صقور العز تسمى اختصارًا صقور العز هي مجموعة جهادية مسلحة كانت تتألف أساسًا من الجهاديين السعوديين الذين كانوا يشطون خلال الحرب الأهلية السورية.
تأسست الكتيبة في شهر فبراير 2013، بسبب نزاعات شخصية مع قيادة الدولة الإسلامية في العراق والشام وجبهة النصرة، كانت تعمل في الأصل كجماعة جهادية مستقلة، في حين كانت تتعاون في ميدان المعارك مع كلتا المجموعتين. في شهر يناير 2014، انضمت الجماعة إلى جبهة النصرة.